# Ingrid Bergman (politiker)
För andra betydelser, se Ingrid Bergman (olika betydelser).
Ingrid Helena Bergman, född 14 oktober 1925 i Bygdeå församling, Västerbottens län, död 31 maj 2019 i Sundborns distrikt, Dalarnas län, var en svensk tidigare riksdags- och kommunalpolitiker (socialdemokrat).
Bergman var ledamot av Svärdsjö landskommuns kommunalfullmäktige 1962–1970. Hon var ledamot av riksdagens andra kammare 1969–1970, invald i Kopparbergs läns valkrets.